# Comité d'information et de mobilisation pour l'emploi
Pour les articles homonymes, voir Cime.
Le comité d'information et de mobilisation pour l'emploi (Cime) est une association française d’aide à l’emploi et à la création d’entreprises, qui a fonctionné entre 1993 et 2007.

## Recensement des initiatives créatrices d’emploi
Le Comité d'information et de mobilisation pour l'emploi (Cime) a été fondé en mai 1993 pour observer, analyser, expérimenter, capitaliser et diffuser de l’information sur les initiatives locales créatrices d’emplois.
En 1993, Cime mobilise des responsables d’entreprises et experts sur de nouvelles pistes en faveur de l’emploi. Plusieurs publications ressortent de ces travaux sur la responsabilité sociale des entreprises. L’association appuie, avec le programme l'Éveil, le développement des services aux salariés jusqu’en 2001.
Cime rédige en 1996 un Livre blanc de la création d’entreprise puis prépare des monographies d’initiatives dans le cadre d’un Observatoire de l'innovation auquel collabore Bertrand Schwartz.
Une première base de données d'initiatives est mise à disposition du public en 1995 sur un serveur télématique Minitel 3615 IDemploi. En 1997, cette base est développée, mise sur cédérom et devient Balise. En 1999, un site Internet Balise est mis en ligne.

## Pédagogie de l’exemple
À partir de Balise, Cime développe un réseau d’acteurs locaux qui contribuent au développement des territoires. L’aide à l’émergence d’entrepreneurs devient progressivement une spécialité complémentaire des autres activités de l’appui conseil à la création d’entreprises.
Les méthodes s’appuient sur la motivation des futurs entrepreneurs, considérée comme étant le moteur de leur action personnelle. Une pédagogie de l’exemple est systématisée.
Entre 1997 et 2007, une soixantaine d’organismes locaux rejoignent le réseau Balise. Parmi les organismes adhérents au réseau Balise, on compte des maisons de l'emploi, maisons d’information sur la formation et l’emploi (Mife), Boutiques de gestion ou d’autres organismes locaux. En janvier 2007, une association, composée à l’initiative de Cime et du Réseau des Boutiques de gestion, baptisée Éveilléco, prend en charge le développement et la diffusion de Balise.

## Création d’activités et coopération territoriale
En 2005, un programme est lancé en direction des zones urbaines rencontrant des difficultés sociales, sous le nom de Services d’amorçage de projets dans les quartiers. Il vise à promouvoir la prise d’initiatives par des résidents des zones franches urbaines et territoires couverts par des grands projets de ville.
Le programme est lancé à l’initiative de la Caisse des dépôts et consignations et de la Délégation interministérielle avec quatre réseaux nationaux d’aide à la création d’entreprises (Association pour le droit à l'initiative économique, France Active, France Initiative et le Réseau des Boutiques de gestion). Cime en assure l’animation.
En 2004, le programme Emploi et création vise à accompagner la mise en place de services d’appui à la création d’entreprises au sein des maisons de l'emploi qui se mettent en place à la faveur du plan de cohésion sociale.
En 2006, Cime participe aux activités du Centre national de l’entrepreneuriat, un institut spécialisé au sein du Conservatoire national des arts et métiers (Cnam).

## Une association d’économie solidaire
En décembre 2003, Cime organise la première Convention d’affaires pour les projets économiques de développement durable et d’économie solidaire en île-de-France. C’est l’occasion d’appliquer des techniques empruntées au monde des affaires pour encourager la prise d’initiatives économiques en faveur du commerce équitable, de l’éco-tourisme, des énergies renouvelables, de la création de lien social, des coopératives… En mars 2006, une deuxième convention d’affaires est baptisée CréaRÎF.
Le Comité d'information et de mobilisation pour l'emploi a eu 4 présidents en 14 ans : Pierre Le Gorrec (1993 – 1997) ; Paul Schiettecatte, 1997 – 2001 ; Jean-Pierre Worms, 2001 – 2002 ; Martine Buron, 2002 – 2007.
Cime cesse de fonctionner en mars 2007.

## Pour en savoir plus
- Balise